# Яблонський Дмитро Нилович
Дмитро́ Ни́лович Ябло́нський (28 вересня 1921, Смоленськ, СРСР — 16 вересня 2001, Київ, Україна) —  український архітектор, доктор архітектури (1974), професор (1978), Заслужений архітектор України (1999),  дійсний член Спілки архітекторів і урбаністів України, член Комітету з присудження Державних премій України в галузі архітектури (з 1996). Дійсний член Української академії архітектури. Сприяв відродженню сакрального напрямку в сучасному будівництві України.

## Біографія
Брат Тетяни Яблонської та Олени Яблонської. 
Народився в Смоленську, в родині художника, графіка і викладача словесності Нила Олександровича і Віри Георгіївни Яблонських. З 1928 року сім'я Яблонських жила в Одесі, у 1930 році потрапила до Кам'янця-Подільського. Яблонські здійснили невдалу спробу перейти кордон, після цього переїхали в Луганськ.
У 1938–1946  рр. навчався на архітектурному факультеті Київського державного художнього інституту (курс Володимира Заболотного), по закінченні якого отримав спеціальність архітектора-художника. Протягом 1946–1949 рр. він був молодшим науковим співробітником Інституту архітектури споруд Академії архітектури УРСР, очолюваної Заболотним. У 1952 р. Д. Яблонського прийняли до Спілки радянських архітекторів УРСР.
У 1953 р. Дмитро Яблонський закінчив аспірантуру Академії архітектури УРСР, де навчався протягом 1949–1952 рр. Кандидат архітектури (1953) — дисертація на тему «Портали української архітектури XVII–XVIII ст.» (науковий керівник В. Заболотний). На основі матеріалів дисертації підготував монографію «Порталы в украинской архитектуре» (1955), присвячену шедеврам українського бароко, але через підозру радянських ідеологіних працівників у «націоналізмі» майже весь видрукований наклад було знищено.
У 1952–1956 рр. Дмитро Яблонський працював у Інституті архітектури споруд молодшим науковим співробітником. Протягом 1953–1954 і з 1956 року викладав на кафедрі архітектурного проєктування Київського державного художнього інституту. В 1954–1955 рр. архітектор працював над проєктом комплексу великоблочних будівель у м. Жданові (нині м. Маріуполь Донецької області). Також у ці роки він створив уніфіковану серію секцій, затверджену Держбудом СРСР, для проєктування житлових комплексів. У 1955–1956 рр. розробив серію уніфікованих нежитлових споруд з великих бетонних блоків, що була затверджена Держбудом УРСР. Співавтор книги «Жилые дома из крупных бетонных блоков» (К., 1959). 
З 1963 по 1992 рік Дмитро Яблонський працював у Зональному науково-дослідному і проектному інституті типового і експериментального проектування житла та громадських будівель «КиївЗНДІЕП» начальником відділу, заступником директора з наукової роботи, головним науковим співробітником. У 1974 р. йому присвоєно вчений ступінь доктора архітектури (дисертація на тему «Кількісні методи вирішення завдань типології житла»). Займався розробкою нормативної бази державного житлового будівництва.
Не залишаючи досліджень української архітектурної спадщини, Дмитро Яблонський використав набуті знання, коли наприкінці 1980-х років до вітчизняної будівної практики повернулася можливість проєктувати сакральні будівлі. Брав активну участь у теоретичному осмисленні та реальному втіленні традиційних мотивів українського християнського зодчества. У 1990–1991 роках звів перший після тривалої перерви православний храм у Києві (церкву Входу Господнього до Єрусалима в Дарниці).
Один з ініціаторів відродження Академії архітектури України. У 1992 р. Дмитро Яблонський був обраний дійсним членом і головним ученим секретарем Академії архітектури України.
Молодший брат Тетяни Яблонської та Олени Яблонської.
Помер Дмитро Яблонський 16 вересня 2001 року в м. Києві, похований на Байковому цвинтарі.

## Проекти, будівлі
- Участь у проєктуванні низки великоблокових та панельних будинків у Дніпрі, Києві, Маріуполі.
- Конкурсний ескізний проєкт Храму-пам'ятника на честь 1000-річчя Хрещення Русі в Києві, 1990. Перша премія[4]. Проєкт у Києві не здійснено; використано для спорудження собору в Макіївці.
- Храм Входу Господнього до Єрусалима в Дарниці (Київ), присвячений героям ліквідації Чорнобильської аварії, 1990–1991[5].
- Храм-хрещальня в Дарниці, 1993–1994 (разом з І. Малаковою)[6].
- Храм Різдва Богородиці у храмовому комплексі Різдва Христового на Березняках (Київ), 1998–2000[7].
- Собор Георгія Побідоносця (Макіївка), з 1993 року.
- Храм Різдва Богородиці (Віта-Поштова).
- Храм Св. Іоанна Богослова (Тернівка).
- Храм Покрови Пресвятої Богородиці (Боярка).

## Цікаві факти

Будинок на вулиці Олексіївській, споруджений за проектом митця. Архітектор мешкав у цьому будинку з 1959 до 2001 року

За проєктом Дмитра Яблонського у Києві у 1958–1959 роках було споруджено експериментальний 4-секційний безкаркасний великопанельний 4-поверховий житловий будинок. Будинок знаходиться за адресою вулиця Олексіївська, 10/12. 
Сам Дмитро Яблонський мешкав у цьому будинку з 1959 до 2001 року.